# Гоблин (телесериал)
«Гоблин» («Демон» или «Токкэби») (кор. 쓸쓸하고 찬란하神 – 도깨비, также известный как «Бессмертный. Романтическое заклятие») — южнокорейский фэнтезийный телесериал с элементами драмы и комедии. Главные роли исполнили Гон Ю, Ким Гоын, Ю Инна и Ли Дон Ук. Сериал транслировался на канале tvN по пятницам и субботам со 2 декабря 2016 по 21 января 2017.
Автор идеи Юн Харим три года планировал этот сериал. Перед началом съёмок он поделился задумкой: «В центре внимания будут токкэби — это традиционные персонажи народных сказок, но они ещё не были главной темой сериалов». В основе сюжета лежит история мужчины-токкэби, живущего уже более 900 лет и не способного обрести покой. Его существование может прекратить только невеста токкэби, простая девушка, обладающая особым даром. Когда токкэби наконец встречает её, она оказывается «пропавшей душой» — человеком, который смог выжить вопреки судьбе и которого ищет Мрачный жнец.
«Гоблин» занимает третье место в списке самых популярных сериалов, показанных на кабельном южнокорейском телевидении, уступая только «Ответу в 1988» и «Небесному замку».

## Сюжет
События сериала разворачиваются в двух временных линиях: во времена Корё и в XXI веке.
Один корейский мужчина живёт уже больше девяти веков. Некогда он был прославленным полководцем по имени Ким Шин, могущественным и великим воином, пользовавшимся глубоким уважением и почтением среди граждан. Однако молодой король начал опасаться его влияния и власти, и из-за происков советника заподозрил в желании взять власть в свои руки. Ким Шин и весь его отряд были расстреляны, а дух Ким Шина проклят, и он стал токкэби — бессмертным демоном. У него в груди навеки застрял меч, изъять который (и тем самым убить его) способна лишь девушка с особым даром, именуемая «невестой токкэби». На протяжении всех лет своей бессмертной жизни Ким Шину пришлось лицезреть смерть близких людей, что стало ему наказанием за пролитую кровь тысячи его жертв на поле боя. 
Чи Ынтхак — корейская старшеклассница, сирота. После потери матери в раннем детстве она была вынуждена жить вместе со своей тётей и её двумя детьми, которые её ненавидят. Ынтхак видит призраков и жнецов смерти, задача одного из которых — найти её и сопроводить в иное место, ведь Ынтхак не должна была появиться на этот свет. Она «пропавшая душа», и ей не место среди живых людей. Встретив токкэби, она начинает влюбляться в него, но о своей роли в его судьбе не подозревает.
Жнец смерти — сверхъестественное существо, психопомп. Он педант и трудоголик; его жизнь длится уже более трёхсот лет, а предыдущей он не помнит. Вид Санни, владелицы небольшого ресторанчика, вызывает в нём несвойственную бурю эмоций и заставляет предположить, что они были знакомы в прошлой жизни.
Чтобы выполнить своё предназначение, героям предстоит не только разобраться с проблемами в настоящем, но и понять, как оно связано с их общим прошлым.

## В ролях

### Основной состав
- Гон Ю — Ким Шин/Токкэби
- Ким Гоын — Чи Ынтхак/Пак Сомин, невеста токкэби и пропавшая душа
- Ю Инна — Санни, владелица ресторана, в прошлой жизни была младшей сестрой Ким Шина
- Ли Донук — жнец смерти, не помнящий свою предыдущую жизнь/король Ван Ё
- Юк Сонджэ[англ.] — Ю Докхва, «племянник» Ким Шина

### Второстепенные персонажи

#### Другие
- Ли Эль[англ.] — Самсин[англ.], богиня рождения и судьбы
- Ким Бёнчхоль[англ.] — Пак Чунхо́н, хитрый и манипулирующий королем евнух из династии Корё
- Ким Сунгём — председатель Ю Сину, дедушка Докхва
- Ким Сохён — Ким Сан, младшая сестра Ким Шина, королева
- Ким Минджэ[англ.] — Ван Ё в юности
- Чон Ёнги — Пак Гёнсик, двоюродный брат Чи Ынтак
- Чхве Ри[англ.] — Пак Кёнми, двоюродная сестра Чи Ынтак
- Хам Сунмин[англ.] — северокорейский солдат
- Ким Хёюн[англ.] — молодая версия девушки из Южной Кореи
- Хван Сокчон[англ.] — сёстры-тройняшки
- Ким Намхи[англ.] — врач скорой помощи
- Юн Гёнхо[англ.] — Ким Усик, преданный помощник Ким Шина во время эпохи Корё
- Ли Мунсу — преданный помощник, спрятавший тело Ким Шина
- Нам Дарым[англ.] — Ким Субок, мальчик, которого встретил Ким Шин в Париже (эп. 1, 4)

#### Камео
- Пак Хивон[англ.] — Джи Ёнхи, мать Чи Ынтак
- Чон Хэин — Чхве Тэхи, первая любовь Чи Ынтак

## Саундтрек
Вышло два варианта OST к телесериалу: один с 14 «синглами». Второй — двойной альбом с инструментальной музыкой, в том числе темами персонажей, и 16 песнями.
OST Part 1
| №                   | Название               | Исполнитель           | Длительность |
| ------------------- | ---------------------- | --------------------- | ------------ |
| 1.                  | «Stay With Me»         | Chanyeol (EXO), Punch | 3:13         |
| 2.                  | «Stay With Me» (Inst.) |                       | 3:13         |
| Общая длительность: | Общая длительность:    | Общая длительность:   | 6:26         |

OST Part 2
| №                   | Название                   | Исполнитель         | Длительность |
| ------------------- | -------------------------- | ------------------- | ------------ |
| 1.                  | «My Eyes» (내 눈에만 보여) | 10cm                | 2:37         |
| 2.                  | «My Eyes» (Inst.)          |                     | 2:37         |
| Общая длительность: | Общая длительность:        | Общая длительность: | 5:14         |

OST Part 3
| №                   | Название            | Исполнитель         | Длительность |
| ------------------- | ------------------- | ------------------- | ------------ |
| 1.                  | «Hush»              | Lasse Lindh         | 4:20         |
| Общая длительность: | Общая длительность: | Общая длительность: | 4:20         |

OST Part 4
| №                   | Название            | Исполнитель         | Длительность |
| ------------------- | ------------------- | ------------------- | ------------ |
| 1.                  | «Beautiful»         | Crush               | 3:48         |
| 2.                  | «Beautiful» (Inst.) |                     | 3:48         |
| Общая длительность: | Общая длительность: | Общая длительность: | 7:36         |

OST Part 5
| №                   | Название                            | Исполнитель         | Длительность |
| ------------------- | ----------------------------------- | ------------------- | ------------ |
| 1.                  | «You Are So Beautiful» (이쁘다니까) | Eddy Kim            | 3:16         |
| 2.                  | «You Are So Beautiful» (Inst.)      |                     | 3:16         |
| Общая длительность: | Общая длительность:                 | Общая длительность: | 6:32         |

OST Part 6
| №                   | Название              | Исполнитель         | Длительность |
| ------------------- | --------------------- | ------------------- | ------------ |
| 1.                  | «Who Are You»         | Sam Kim             | 4:16         |
| 2.                  | «Who Are You» (Inst.) |                     | 4:16         |
| Общая длительность: | Общая длительность:   | Общая длительность: | 8:32         |

OST Part 7
| №                   | Название             | Исполнитель         | Длительность |
| ------------------- | -------------------- | ------------------- | ------------ |
| 1.                  | «I Miss You»         | Soyou (SISTAR)      | 2:50         |
| 2.                  | «I Miss You» (Inst.) |                     | 2:50         |
| Общая длительность: | Общая длительность:  | Общая длительность: | 5:40         |

OST Part 8
| №                   | Название             | Исполнитель         | Длительность |
| ------------------- | -------------------- | ------------------- | ------------ |
| 1.                  | «First Snow» (첫 눈) | Чон Джуниль         | 4:57         |
| 2.                  | «First Snow» (Inst.) |                     | 4:57         |
| Общая длительность: | Общая длительность:  | Общая длительность: | 9:54         |

OST Part 9
| №                   | Название                                                        | Исполнитель         | Длительность |
| ------------------- | --------------------------------------------------------------- | ------------------- | ------------ |
| 1.                  | «I Will Go to You Like the First Snow» (첫눈처럼 너에게 가겠다) | Ailee               | 3:50         |
| 2.                  | «I Will Go to You Like the First Snow» (Inst.)                  |                     | 3:50         |
| Общая длительность: | Общая длительность:                                             | Общая длительность: | 7:40         |

OST Part 10
| №                   | Название            | Исполнитель         | Длительность |
| ------------------- | ------------------- | ------------------- | ------------ |
| 1.                  | «Wish» (소원)       | Urban Zakapa        | 3:56         |
| 2.                  | «Wish» (Inst.)      |                     | 3:56         |
| Общая длительность: | Общая длительность: | Общая длительность: | 7:52         |

OST Part 11
| №                   | Название            | Исполнитель               | Длительность |
| ------------------- | ------------------- | ------------------------- | ------------ |
| 1.                  | «And I'm here»      | Kim Kyung Hee (April 2nd) | 4:08         |
| 2.                  | «Winter is coming»  | Han Soo Ji                | 2:30         |
| 3.                  | «Stuck in love»     | Kim Kyung Hee (April 2nd) | 2:39         |
| Общая длительность: | Общая длительность: | Общая длительность:       | 9:17         |

OST Part 12
| №                   | Название            | Исполнитель                        | Длительность |
| ------------------- | ------------------- | ---------------------------------- | ------------ |
| 1.                  | «HEAVEN»            | Roy Kim, Kim EZ (GGot Jam Project) | 4:20         |
| 2.                  | «HEAVEN» (Inst.)    |                                    | 4:20         |
| Общая длительность: | Общая длительность: | Общая длительность:                | 8:40         |

OST Part 13
| №                   | Название            | Исполнитель         | Длительность |
| ------------------- | ------------------- | ------------------- | ------------ |
| 1.                  | «LOVE»              | Mamamoo             | 2:58         |
| 2.                  | «LOVE» (Inst.)      |                     | 2:58         |
| Общая длительность: | Общая длительность: | Общая длительность: | 5:56         |

OST Part 14
| №                   | Название            | Исполнитель         | Длительность |
| ------------------- | ------------------- | ------------------- | ------------ |
| 1.                  | «Round and Round»   | Heize & Han Soo-ji  | 3:22         |
| Общая длительность: | Общая длительность: | Общая длительность: | 6:44         |

## Рейтинги
| № серии | Дата показа     | AGB Nielsen Ratings | AGB Nielsen Ratings | TNmS Ratings |
| № серии | Дата показа     | Национальный        | Сеул                | TNmS Ratings |
| ------- | --------------- | ------------------- | ------------------- | ------------ |
| 1       | 2 декабря 2016  | 6.322 %             | 7.540 %             | 6.7 %        |
| 2       | 3 декабря 2016  | 7.904 %             | 10.024 %            | 8.1 %        |
| 3       | 9 декабря 2016  | 12.471 %            | 14.274 %            | 12.0 %       |
| 4       | 10 декабря 2016 | 11.373 %            | 13.768 %            | 12.7 %       |
| 5       | 16 декабря 2016 | 11.507 %            | 12.075 %            | 14.0 %       |
| 6       | 17 декабря 2016 | 11.618 %            | 14.772 %            | 13.0 %       |
| 7       | 23 декабря 2016 | 12.297 %            | 13.993 %            | 13.5 %       |
| 8       | 24 декабря 2016 | 12.344 %            | 14.748 %            | 11.6 %       |
| 9       | 30 декабря 2016 | 12.933 %            | 13.333 %            | 14.6 %       |
| 10      | 31 декабря 2016 | 12.702 %            | 14.551 %            | 13.3 %       |
| 11      | 6 января 2017   | 13.894 %            | 15.749 %            | 14.8 %       |
| 12      | 7 января 2017   | 13.712 %            | 15.680 %            | 14.6 %       |
| 13      | 13 января 2017  | 14.254 %            | 16.525 %            | 15.3 %       |
| 14      | 20 января 2017  | 16.043 %            | 17.767 %            | 16.3 %       |
| 15      | 21 января 2017  | 16.917 %            | 18.829 %            | 19.6 %       |
| 16      | 21 января 2017  | 18.680 %            | 20.986 %            | 19.6 %       |
| Средний | Средний         | 12.924 %            | 14.729 %            | 13.7 %       |
| Special | 14 января 2017  | 9.427 %             | 11.786 %            | 9.1 %        |
| Special | 3 февраля 2017  | 3.606 %             | 5.050 %             | 3.9 %        |
| Special | 4 февраля 2017  | 4.075 %             | 5.582 %             | 4.2 %        |

## Международный показ
- Камбоджа: Town TV (2017).
- Филиппины: ABS-CBN (2017).
- Гонкгонг: Now Entertainment & Fantastic TV Channel 77 (2017).
- Индонезия: GTV (2017).
- Япония: Mnet Japan (2017).
- Перу: Willax (2020, 2021).
- Сингапур: Oh!K (2016) и Channel U (2017).
- Таиланд: True4U (2017).
- Тайвань: Star Entertainment Channel (2017), Star Chinese Channel (2017), Fox Taiwan (2017) и TTV (2017—2018).
- Netflix (2020).
- Чили: ETC (2021).

### Россия
На пиратских ресурсах телесериал с любительским переводом появился сразу же, как только вышел в Корее. В ряде онлайн-кинотеатров[уточнить] появился под названиями «Гоблин» и «Демон» в 2020 году. В 2022 году показан в эфире канала ТВ-3, который решил транслировать сериал под названием «Бессмертный. Романтическое заклятие» и сделал для показа полноценный дубляж.